# Цуда Юкіо
Цуда Юкіо (яп. 津田 幸男, нар. 15 серпня 1917, Хьоґо — пом. 17 квітня 1979) — японський футболіст, що грав на позиції воротаря.

## Клубна кар'єра
Грав за команду East Japan Heavy Industries.

## Виступи за збірну
Дебютував 1940 року в офіційних матчах у складі національної збірної Японії. У формі головної команди країни зіграв 4 матчі.

## Статистика
Статистика виступів у національній збірній.
| Збірна Японії | Збірна Японії | Збірна Японії |
| Роки          | Ігри          | голи          |
| ------------- | ------------- | ------------- |
| 1940          | 1             | 0             |
| 1941          | 0             | 0             |
| 1942          | 0             | 0             |
| 1943          | 0             | 0             |
| 1944          | 0             | 0             |
| 1945          | 0             | 0             |
| 1946          | 0             | 0             |
| 1947          | 0             | 0             |
| 1948          | 0             | 0             |
| 1949          | 0             | 0             |
| 1950          | 0             | 0             |
| 1951          | 3             | 0             |
| Усього        | 4             | 0             |

## Титули і досягнення
- Бронзовий призер Азійських ігор: 1951